# Matt Knight
Matthew James Knight, detto Matt (Burnie, 31 maggio 1985), è un ex cestista australiano.